# 용수철 저울

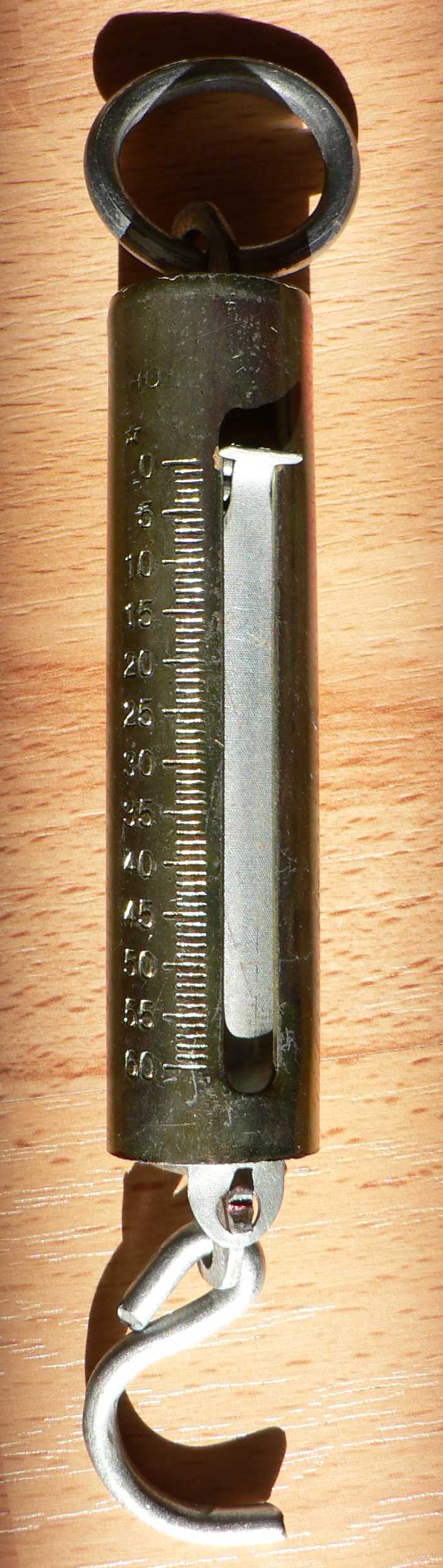
A spring scale

용수철 저울(spring scale) 또는 뉴턴 미터는 일종의 기계적 힘 게이지 또는 계량 저울이다. 한쪽 끝에는 고정된 용수철과 다른 쪽 끝에는 물체를 부착할 수 있는 후크로 구성되어 있다. 이는 용수철을 일정 거리만큼 확장하거나 압축하는 데 필요한 힘이 해당 거리에 대해 선형적으로 비례한다는 훅의 법칙에 따라 작동한다. 따라서 용수철 저울의 눈금 표시는 동일한 간격으로 표시된다.
용수철 저울은 사용되는 위치에서 정확한 질량 측정을 위해 교정될 수 있지만, 많은 용수철 저울은 이론의 대략적인 특성으로 인해 표면에 "거래는 불법"(Not Legal for Trade) 또는 유사한 의미의 단어로 표시되어 있다. 눈금을 표시하는 데 사용된다. 또한 체중계의 용수철은 반복 사용 시 영구적으로 늘어날 수 있다.
용수철 눈금은 용수철 축의 가속도가 일정한 기준 프레임(예: 지구에서 중력으로 인해 가속도가 발생하는 경우)에서만 올바르게 판독된다. 이는 용수철 저울을 엘리베이터에 장착하여 확인할 수 있다. 엘리베이터가 속도를 변경하면서 위아래로 움직일 때 측정된 무게가 변경된다.
두 개 이상의 용수철 저울을 서로 아래에 직렬로 매달면 각 저울은 거의 동일하게 읽혀지며 본체의 전체 무게는 하단 저울에 걸려 있다. 위쪽에 있는 눈금은 아래쪽 눈금 자체의 무게도 지탱하기 때문에 약간 더 무겁게 읽혀진다.
용수철 저울은 다양한 크기로 제공된다. 일반적으로 뉴턴을 측정하는 작은 눈금은 사용된 뉴턴의 눈금에 따라 수십, 수백, 수천 뉴턴 또는 그 이상을 측정하는 큰 눈금보다 덜 견고한 용수철(용수철 상수가 더 작은 눈금)을 갖는다. 가장 큰 용수철 저울의 측정 범위는 5000~8000뉴턴이다.
용수철 저울에는 힘(파운드, 뉴턴)과 질량(파운드, 킬로그램/그램) 단위가 모두 표시되어 있다. 엄밀히 말하면 힘 값만 올바르게 레이블 지정된다. 표시된 질량 값이 정확하다는 것을 추론하려면 물체가 관성 기준계에 있는 용수철 저울에 매달려 있어야 하며 저울 자체 외에는 다른 물체와 상호 작용하지 않아야 한다.

## 같이 보기
- 저울